# 金黃岩非鯽
金黃岩非鯽，為輻鰭魚綱鱸形目隆頭魚亞目慈鯛科的其中一種，被IUCN列為易危保育類動物，分布於非洲馬拉威湖東南部流域，為特有種，體長可達13.1公分，棲息在岩石底質水域，以刮食岩石的有機物為食，生活習性不明。

## 外部連結
維基物種上的相關：金黃岩非鯽
- Kasembe, J. 2005.  Petrotilapia chrysos （页面存档备份，存于）.   2006 IUCN Red List of Threatened Species.  （页面存档备份，存于）  Downloaded on 4 August 2007.